# Karel Kupka (malíř)
Karel Kupka (4. července 1905, Manětín – 21. června 1971, Teplice) byl český malíř – krajinář, zejména Pošumaví a Českého středohoří.

## Život
Karel Kupka se narodil v západočeském Manětíně. Od malička tíhl ke kreslení a malování, ale z existenčních důvodů nemohl jít rovnou studovat. Studoval soukromě teprve v letech 1926–1929 v krajinářské škole Aloise Kalvody na zámku Běhařov u Klatov. Pražské bydliště měl nejprve na Smíchově a později s krásným ateliérem na Vinohradech v Mánesově ulici.
Malebný kopcovitý terén Pošumaví si Karel Kupka tak zamiloval, že po Kalvodově smrti zámeček zakoupil a s přestávkou válečných let tam pravidelně jezdil až do roku 1947, kdy se přestěhoval do Teplic a začal malovat České středohoří. Jeho syn Karel Kupka mladší (1932–2013) byl rovněž malířem-krajinářem a učitelem výtvarné výchovy v Ústí nad Labem. Žil také ve Slaníku u Strakonic.

## Dílo
Volným impresionistickým rukopisem a svěží barevností maloval buď krajinné výseky s chalupami, nebo panoramatické výhledy do krajiny, lesy, louky, pole a remízky, zalité sluncem a často oživené stafáží zemědělců při žních nebo při polních pracích. Mistrně zachycoval momentální proměny počasí. Nejbližší mu byla technika olejomalby. Svými obrazy je zastoupen v regionálních galeriích v Klatovech, Pardubicích, Teplicích, Turnově, ve sbírkách České spořitelny a v mnoha soukromých sbírkách.

### Výběr obrazů
- Chodská vesnice
- Topoly
- Po dešti
- Žlutá chalupa
- Teryho chata v Tatrách (1929)
- Popradské pleso
- cyklus 73 obrazů Tatry - Šumava - Vysočina (1930)
- Krajina v okolí Běhařova při žních (1941)
- Jemíkova Lhota
- Postupice u Benešova
- Myší díra na Hrubé skále
- Panorama Českého středohoří (1948)

## Výstavy
- 1930 - Pardubice
- 1950 - Výtvarná úroda Praha
- Dále samostatně vystavoval v Benešově, Čáslavi, Českých Budějovicích, Klatovech, Kutné Hoře, Přerově, Teplicích, Turnově a v Ústí nad Labem.